# Храбростин, Евгений Борисович
Евгений Борисович Храбростин (15 августа 1951, Москва) — советский футболист, выступавший на позиции нападающего. Чемпион СССР 1976 (осень). Мастер спорта СССР.

## Биография
Воспитанник футбольной школы московского «Локомотива». На взрослом уровне начал играть в 1970 году в рязанском «Спартаке», выступавшем во второй лиге, и за три с половиной сезона забил более 50 голов.
В 1973 году призван в армию и стал выступать за ростовский СКА. В высшей лиге дебютировал 21 июля 1973 года в игре против московского «Спартака». В своей второй игре за армейцев, 29 июля того же года против киевского «Динамо», забил свой первый гол на высшем уровне. По итогам сезона ростовский клуб покинул высшую лигу, и в следующем году Храбростин играл за команду в первой лиге.
С 1975 года выступал за московское «Торпедо», дебютный матч за клуб сыграл 22 апреля 1975 года против львовских «Карпат», выйдя на замену на 68-й минуте вместо Анатолия Дегтярёва. В осеннем чемпионате 1976 года стал вместе с командой чемпионом страны, а в 1977 году — обладателем бронзовых медалей. Также в 1977 году стал финалистом Кубка СССР, в полуфинале забил решающий гол в ворота ворошиловградской «Зари» (1:0), а в финале против московского «Динамо» (0:1) был на 73-й минуте удалён с поля за драку с Олегом Долматовым. Всего в составе «Торпедо» сыграл 128 матчей и забил 31 мяч в чемпионатах СССР, 20 матчей (4 гола) в Кубке СССР и 10 матчей (2 гола) в еврокубках. Оба своих европейских гола забил 22 октября 1975 года в выездном матче Кубка УЕФА против «Галатасарая» (4:2).
К 1980 году потерял место в основном составе «Торпедо». В конце карьеры играл в низших дивизионах чемпионата СССР за ореховское «Знамя Труда» и кировское «Динамо».
После окончания спортивной карьеры работал детским тренером в школе «Торпедо», затем в ДЮСШ № 75 г. Москвы. Выступал за команду ветеранов «Торпедо».

## Личная жизнь
Сын Евгений (род. 1974) тоже был футболистом.